# Historia de Miami

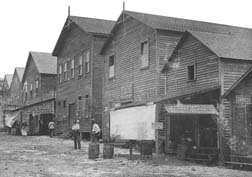
Miami Avenue en 1896.

La Historia de Miami se remonta a mucho antes de la conquista e incorporación del territorio de la Florida al Imperio español. El área en la que los europeos fundarían la ciudad de Miami estaba habitada desde hacía más de mil años por los Indios Tequesta. Pedro Menéndez de Avilés y sus hombres visitaron la zona y la reclamaron para España en 1566. Una misión española se estableció un año más tarde. Fort Dallas se construyó a mediados del siglo XIX y consecuentemente fue un lugar de luchas durante las guerras contra los Seminola.
El área en la que actualmente se encuentra Miami era conocida como Territorio de la bahía Vizcaína en los primeros años de su fundación. Las pocas publicaciones de la época que se han conservado describen el área como una zona salvaje con muy buenas expectativas. El área también fue descrita como “una de las mejores construidas de la Florida.” Sin embargo, la gran helada de 1894 cambió todo y los cultivos del área de Miami fueron los únicos de Florida que sobrevivieron. Julia Tuttle, una agricultora de cítricos, convenció a Henry Flagler, al constructor de carreteras, para extender la Carretera Costera Oriental de Florida hasta la localidad de Miami. El 28 de julio de 1896, Miami obtuvo el título de ciudad con una población de 300 personas.
La ciudad prosperó durante la década de los veinte del siglo XX pero se debilitó tras la caída del boom de los años 20 así como por el huracán de Miami de 1926 y la Gran Depresión de los 30. Cuando comenzó la Segunda Guerra Mundial, Miami, que estaba bien situada debido a su posición estratégica en la costa sur de Florida, jugó un importante papel en las batallas contra los submarinos alemanes. La guerra provocó que la ciudad viera aumentados sus habitantes hasta medio millón. Tras la llegada al poder de Fidel Castro en Cuba en 1959, miles de exiliados cubanos emigraron a Miami huyendo del comunismo. Durante las décadas de los 80 y los 90 del siglo XX la tranquilidad del sur de Florida se vio truncada por el asesinato a manos de la policía de Arthur McDuffie, que causó innumerables protestas, el Huracán Andrew y los sucesos en torno a la custodia de Elián González. En la actualidad, Miami es uno de los principales centros financieros y culturales del mundo.

## Primeros asentamientos
Las pruebas más antiguas de asentamientos amerindios en la región de Miami datan de hace 10 mil años. La región estaba cubierta por pinos y coníferas en las que habitaban muchos ciervos, osos y aves salvajes. Los primeros habitantes se asentaron en la ribera del río Miami. Los principales asentamientos se encontraban en la ribera norte. Los primeros habitantes crearon muchos tipos de armas y herramientas.
Los habitantes del área de Miami cuando llegaron los españoles fueron los indios, que controlaban el área del sureste de Florida, incluyendo lo que actualmente son los condados de Broward, Miami-Dade y Palm Beach. Los indios Tequesta pescaban y cazaban así como se dedicaban a la recolección de frutas y raíces de plantas para alimentarse, pero no practicaban la agricultura. Enterraban los pequeños huesos de sus muertos pero los grandes los dejaban en una caja para que los miembros de los asentamientos los pudieran observar. Se cree que el sitio arqueológico del Círculo de Miami fue obra de los Tequesta.

### Primer asentamiento español
En 1513, Juan Ponce de León fue el primer europeo en observar el área de Miami mientras se encontraba navegando por la Bahía Vizcaína. Escribió en su diario que había arribado a Chequescha, que es el primer nombre que se conoce de la ciudad. No se sabe en que punto exacto desembarcó y entró en contacto con los Tequesta.  Pedro Menéndez de Avilés y sus hombres hicieron el primer desembarco acreditado cuando visitaron el asentamiento Tequesta en 1566 mientras se encontraban buscando al hijo perdido de Avilés, que había desaparecido durante un hundimiento un año antes. Los soldados españoles, liderados por el padre Francisco Villiareal construyeron una Misión Jesuita en la desembocadura de río Miami un año después pero tras la marcha de los españoles, los Tequesta fueron abandonados a su suerte con las enfermedades traídas por los europeos, especialmente la viruela, que diezmaban a su población. Las guerras con otras tribus disminuyeron su población y fueron vencidos fácilmente por los Maskoki. En 1711, los tequesta enviaron a un par de jefes locales a La Habana, Cuba para preguntar si podrían migrar a la isla. Los cubanos enviaron dos barcos para ayudarlos, pero las enfermedades españolas les volvieron a afectar y muchos de ellos fallecieron. Los españoles enviaron otra misión a la Bahía Vizcaína en 1743, donde construyeron un fuerte y una iglesia. Los misioneros propusieron crear un asentamiento permanente, donde los españoles pudieran conseguir comida para los soldados y los amerindios. Sin embargo, el proyecto fue rechazado por ser impracticable y la misión fue eliminada antes de finales de año.

### Primer asentamiento no español
Samuel Touchett recibió un lote de tierra por parte del gobierno británico de 20 000 acres (80 km²) en la zona actual de Miami en 1766. En 1772 la propiedad era dirigida por Bernard Romans. Una de las condiciones para que la donación fuera permanente era que al menos un colono blanco viviera en cada 100 acres. Aunque Touchett quería crear una plantación colonial sobre la propiedad, debido a problemas financieros nunca llegó a desarrollar su proyecto.
Los primeros colonos permanentes llegaron a la zona de Miami a principios del siglo XIX. Pedro Fornells, un superviviente menorquín de la colonia de New Smyrna de Florida, se trasladó a Cayo Vizcaíno para instalarse en la isla. Aunque regresó con su familia a San Augustín después de seis meses, dejó un delegado a cargo de su propiedad en la isla. En un viaje en 1803 Fornells había percibido la presencia de ocupantes ilegales en el continente. En 1825 Waters Smith, un oficial del gobierno de los Estados Unidos (U.S. Marshal) visitó el "Asentamiento de Cape florida", que se encontraba en el continente otorgó un estatus legal a los ocupantes del continente que carecían de título de propiedad de sus tierras.
Los primeros colonos procedían sobre todo de las Bahamas y del sur de Florida, buscando tesoros y restos de los numerosos naufragios que se producían en los traicioneros arrecifes de la zona. Algunos habían recibido tierras de los españoles a lo largo del río Miami. Por la misma época, los indios semínolas llegaron con un grupo de esclavos huidos. En 1825 se construyó el faro de Cape Florida cerca de Cayo Vizcaíno, para alertar a los barcos de la proximidad de los peligrosos arrecifes.
En la década de 1820 Richard Fitzpatrick adquirió tierras en el río Miami a los colonos locales, convirtiéndose en uno de los más exitosos terratenientes locales. Construyó una plantación de esclavos donde cultivó caña de azúcar, plátanos, maíz y frutas tropicales. Fort Dallas fue construido en la plantación de Fitzpatrick el la orilla norte del río.
La zona fue afectada por la segunda guerra semínola, en la que el Mayor William S. Harney dirigió varias incursiones contra los indios. La población blanca se incrementó con la guarnición militar situada en Fort Dallas. Fue la guerra india más devastadora de la historia de los Estados Unidos, provocando una pérdida casi total de la población local de Miami. El faro de Cabo Florida fue incendiado por los semínolas en 1836 y no fue reparado hasta 1846.
Después de que la segunda guerra semínola finalizara en 1842, William English, sobrino de Fitzpatrick, restableció la plantación de su tío en Miami. Proyecto la "villa de Miami" en la orilla sur del río Miami y vendió varios lotes de terreno. En 1844 Miami se convirtió en la sede de un condado, y en 1850 el primer censo arrojó un total de 96 residentes viviendo en la zona.
La tercera guerra semínola (1855-1858) no fue tan destructiva como la segunda, pero redujo los asentamientos estadounidenses en el sudeste de Florida. Al final de la guerra algunos soldados permanecieron, instalándose con la población local. Algunos de los semínolas también sobrevivieron en los Everglades. Sin embargo, en la década de 1890 sólo un puñado de personas seguía viviendo en Miami. Muchos de los colonos eran autosuficientes, atraídos a la zona por ofertas de lotes gratuitos de 160 acres de tierra por parte del gobierno federal de los Estados Unidos. Entre estos colonos estaba William Brickell, conocido como el Padre de Miami, que llegó desde Cleveland, Ohio en 1871. Instaló una oficina de correos en la desembocadura del río Miami y adquirió varios terrenos en la zona.